# Economía de Omán
Omán tiene una economía basada en la explotación de las grandes reservas de gas natural y petróleo. Debido a la disminución de las reservas, Omán ha desarrollado planes que buscan diversificar  su economía, atraer industrias y privatizar actividades, con vistas a disminuir su dependencia del petróleo a sólo 9% del PIB el año 2020.

Una representación proporcional de las exportaciones de Omán, 2019

El turismo y las industrias alimentadas por el gas natural son los componentes principales de la estrategia de diversificación del gobierno. Al adoptar técnicas de aumento de la productividad en la extracción, el país consiguió aumentar su producción en 2009, ganando más tiempo para sus estrategias de diversificación.
El sistema económico ha sido controlado por la monarquía reinante y miembros del gobierno. A partir del año 2000 se produjo un proceso de liberalización en un doble sentido: por una parte, se trató de desligar la actividad económica y comercial del poder político, propio de un sistema absolutista, y por otro se facilitó la privatización ordenada de las explotaciones mineras. Los graves desequilibrios sociales que mantienen todavía un nivel de paro entre los habitantes del país del 15%, se han ido reduciendo a lo largo de los últimos años con una disminución progresiva de la mano de obra proveniente de países como Pakistán, Afganistán o la India. Al mismo tiempo, se ha incrementado la industria pesada destinada a la transformación de productos, diversificando la economía. Además apenas dispone de recursos naturales, por lo que tiene dependencia petrolera y de sus exportaciones.
DATOS ECONÓMICOS BÁSICOS de Omán.
- PIB - Producto Interior Bruto (2002): 20.100 millones de $ USA.
- Paridad de poder adquisitivo (2004): 38.100 millones de $ USA.
- PIB - Per capita: 7.730 $ USA.
- Paridad del poder adquisitivo Per cápita (2004): 13.100 $ USA.
- Inflación media anual: 0,5%.
- Deuda externa aprox. (2003): 5.700 millones $ USA.
- Importaciones (2002): 5.500 millones de $ USA.

- Principales países proveedores: Emiratos Árabes Unidos, Japón y Reino Unido.
- Principales productos de importación: Maquinaria, vehículos y alimentos.

- Exportaciones (2002): 10.600 millones de $ USA.

- Principales países clientes: China, Japón y Corea del Sur.
- Principales productos de exportación: Petróleo.

Estructura del PIB en 2001:
Distribución por sectores económicos del PIB total:
Agricultura, Silvicultura y Pesca: 2,8%.
Industria y construcción: 56,2%.
Industrias manufactureras y minería: N.D.
Servicios: 51%.
- Tasa de desempleo (2004): 15%.
- Población por debajo del nivel de pobreza (2002): N.D.

- (N.D.): No disponible.